# Años 1360
Los años 1360 o década del 1360 empezó el 1 de enero de 1360 y terminó el 31 de diciembre de 1369.

## Acontecimientos
- Batalla de Guadix
- Batalla de Montiel
- William Langland escribe Pedro el Labrador
- Urbano V sucede a Inocencio VI como papa en el año 1362.